# إد جونسون (لاعب كرة قاعدة)
إد جونسون (بالإنجليزية: Ed Johnson)‏ هو لاعب كرة قاعدة أمريكي، ولد في 31 مارس 1899 في مورغانفيلد في الولايات المتحدة، وتوفي بنفس المكان في 3 يوليو 1975.

## وصلات خارجية
- إد جونسون على موقعبيزبول رفرنس.كوم (الدوري الرئيسي) (الإنجليزية)